# Kiemkracht

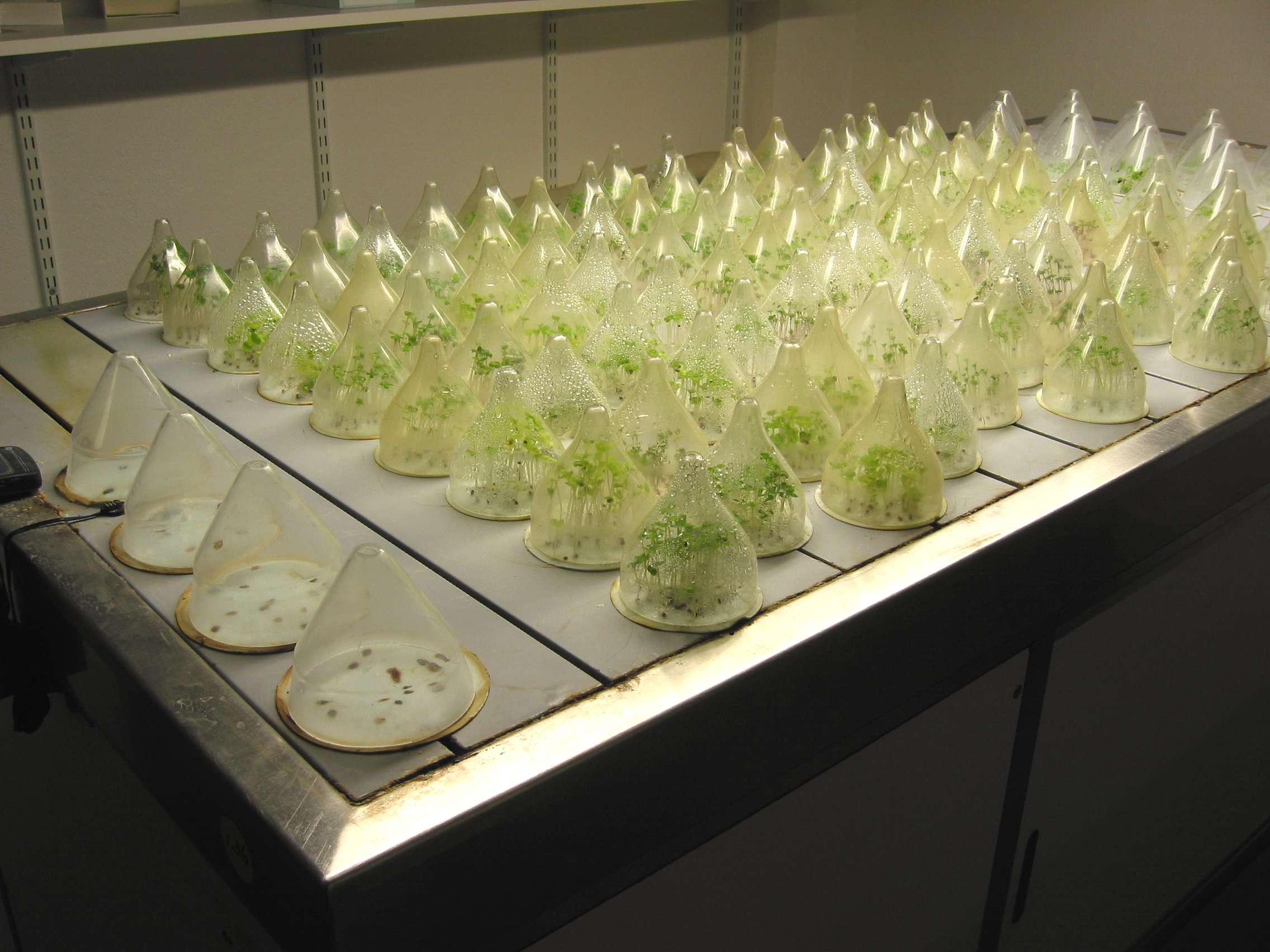
Kiemtafel

De kiemkracht van zaad geeft het percentage zaden aan dat na een bepaald aantal dagen op een kiemtafel onder ideale omstandigheden een volwaardige kiemplant geeft. Er wordt op twee tijdstippen geteld, waardoor ook de langzaam kiemende zaden met weinig kiemenergie nog worden meegeteld.
Voor het bepalen van de kiemkracht is een representatief monster nodig. De trekking van een monster en de bepalingsmethode voor de kiemkracht wordt in het handboek voor monstername van de International Seed Testing Association (ISTA) beschreven. 
De kiemkracht zegt niets over de kiemenergie. De kiemenergie is een maat voor de snelheid van kiemen en de vitaliteit van het zaad. De kiemenergie wordt op dezelfde manier bepaald als de kiemkracht, maar dan in een kortere periode.

## Kiemtafel
De kiemtafel staat in een ruimte met een constante temperatuur. De kiemtafel bestaat uit een grote bak gevuld met water, dat met een thermostaat op een constante temperatuur wordt gehouden. Op de bak liggen metalen stroken met daartussen openingen. Op de metalen stroken  wordt filtreerpapier gelegd, dat met een reep papier contact maakt met het water. Op het filtreerpapier worden de zaden gelegd en met een stolp afgedekt.